# Corvus macrorhynchos
Corvus macrorhynchos là một loài chim trong họ Corvidae.

## Phân loài
- C. m. japonensis Bonaparte, 1850: Trung và nam đảo Sakhalin, quần đảo Kuril và Nhật Bản.
- C. m. connectens Stresemann, 1916:	Quần đảo Lưu Cầu (Ryukyu, tây nam Nhật Bản).
- C. m. osai Ogawa, 1905: Nam quần đảo Lưu Cầu.
- C. m. mandshuricus Buturlin, 1913:	Đông và đông nam Siberia, bắc đảo Sakhalin, bán đảo Triều Tiên và đông bắc Trung Quốc.
- C. m. colonorum Swinhoe, 1864: Trung và nam Trung Quốc, Đài Loan, đảo Hải Nam (ngoài khơi đông nam Trung Quốc) và bắc Đông Dương.
- C. m. tibetosinensis Kleinschmidt O. & Weigold, 1922: Tây Tạng và đông Himalaya tới bắc Myanmar và nam Trung Quốc.
- C. m. intermedius Adams, 1859: Afghanistan, Pakistan tới trung Himalaya.
- C. m. macrorhynchos Wagler, 1827: Trung và nam bán đảo Mã Lai, Đại và Tiểu Sunda.
- C. m. philippinus (Bonaparte, 1853): Philippines. Có thể là loài tách biệt.

## Hình ảnh

Phân bố của các chủng trong tổ hợp C. macrohynchos.
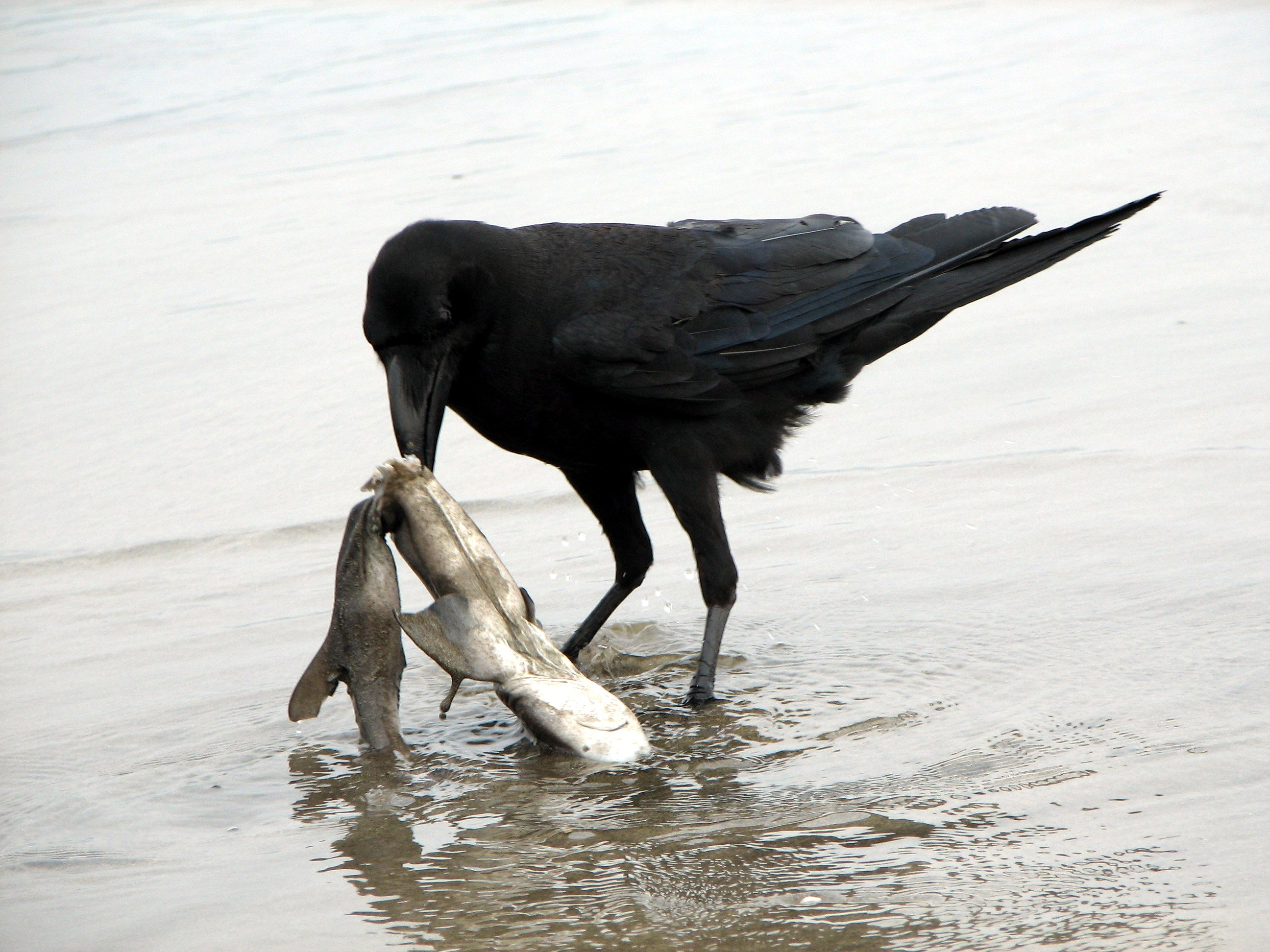
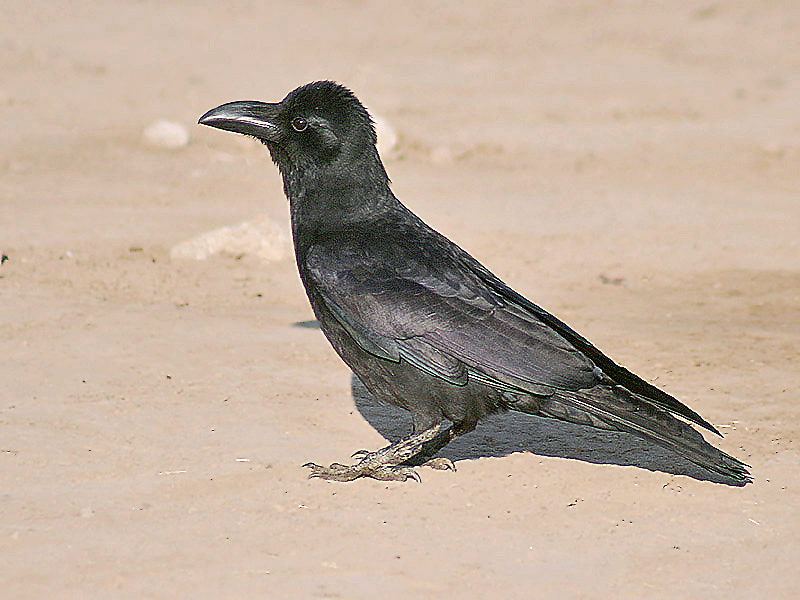
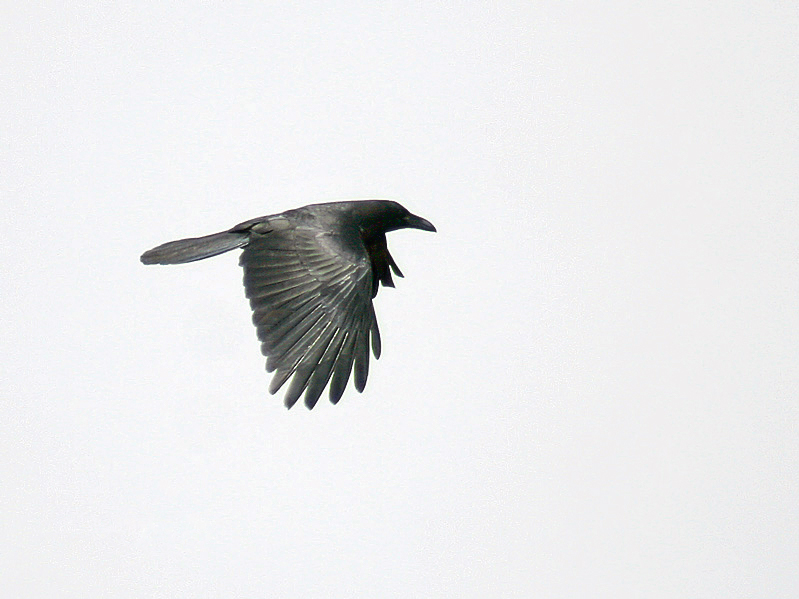
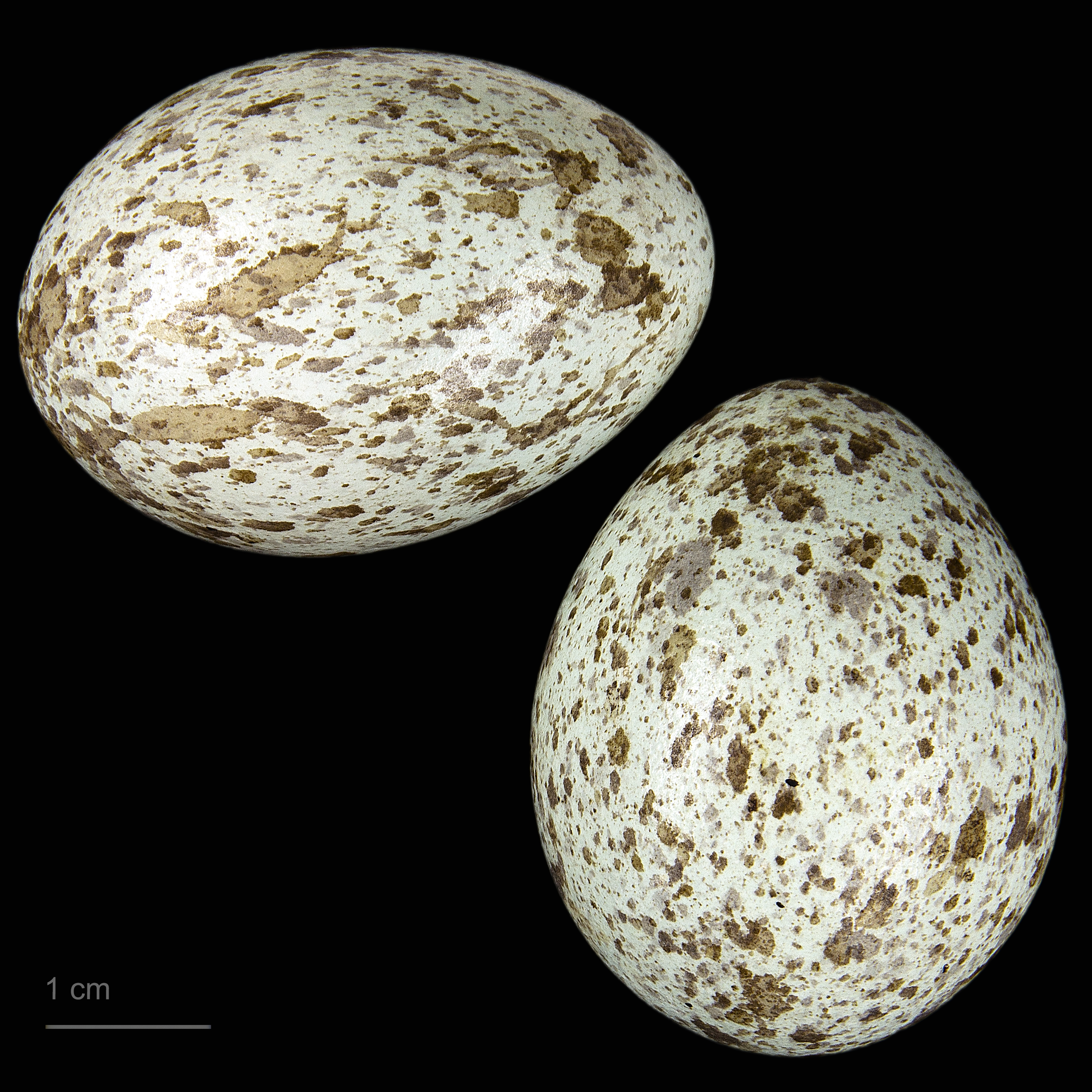
Corvus macrorhynchos